# Schipsloot (Nijelamer)
De Schipsloot is een opvaart dat Nijelamer passeert in de gemeente Weststellingwerf (Friesland).
De Schipsloot verbindt Wolvega met de Tjonger en werd in de 17e eeuw gegraven in het laagveengebied. In Wolvega ligt het bedrijventerrein Schipsloot met de straat Aan de Schipsloot en de N351. Bij Nijelamer ligt in de Schipslootweg een brug over het kanaal en aan de oostzijde bevindt zich een ijsbaan met een voormalig gemaal dat nu gebruikt wordt door de ijsvereniging. Het water uit de polder wordt nu in de Schipsloot geloosd door het nieuwe gemaal De Ontginning.